# البداية كانت النهاية
البداية كانت النهاية هو كتاب علمي زائف صدر عام 1971 من تأليف أوسكار كيس مايرث (8 أكتوبر 1914 - 26 أغسطس 1990) والذي يدعي أن البشرية تطورت من القردة آكلة لحوم البشر .  تعرض الكتاب للانتقادات بسبب الادعاءات العنصرية والتاريخية الزائفة.

## الخلفية
كان ميرث رجل أعمال وفيلسوفًا وكاتبًا مجري المولد. درس العادات المعيشية للأشخاص الذين يعيشون بالقرب من الطبيعة في جنوب شرق آسيا. وتتبع في ذلك أسئلة حول أسباب ظهور الإنسان وتطوره وذكائه وسلوكه.
بعد هجرته من المجر إلى أمريكا الجنوبية عاش مايرث في هونغ كونغ لسنوات عديدة، ثم انتقل بعد ذلك مع زوجته إليزابيث وأطفاله الثلاثة إلى بحيرة كومو في شمال إيطاليا، حيث اشترى فيلا باسالاكوا في مولتراسيو. لقد ترك الفيلا والكثير من ثروته لمؤسسة أومنيا موندي. سُجلت المؤسسة في عام 1975 برأس مال أولي قدره 50000 فرنك سويسري. افتُتحت المؤسسة بعد وفاة المؤسس.

## النشر
صعد مايرث إلى الصدارة في عام 1971 كمؤلف لكتاب البداية كانت النهاية، وهو كتاب كتبه في عام 1967 في عزلة في دير تسين سان البوذي في مقاطعة قوانغدونغ ، الصين.  في هذا الكتاب، دافع عن الفرضية القائلة بأن البشر أصلهم قردة بحيث أن القردة كانت تأكل بشكل منهجي أدمغة القردة من الأنواع الأخرى لعدة آلاف من السنين. ونتيجة لذلك، زاد حجم دماغهم تدريجيًا. في نهاية المطاف جاء البشر إلى الوجود من خلال أكل لحوم البشر.
نُشر الكتاب لأول مرة بالغغة الألمانية في ألمانيا الغربية تحت عنوان البداية كانت النهاية، لقد خلق الإنسان من خلال أكل لحوم البشر باللغة ألمانيا Der Anfang war das Ende – Der Mensch entstand durch Kannibalismus (ايكون فيرلاغ جم بي إتش، دوسلدورف وفيينا، 1971)، ثُم ترجمته جوديث هايوارد ونشرته في بريطانيا العظمى شركة مايكل جوزيف المحدودة، 1973 وأعيد نشره في ألمانيا الغربية. -صدر عن شركة سفير الكتب المحدودة، لندن عام 1974،(ردمك 0-7221-5712-6) . وقد تُرجم إلى ثماني لغات أخرى.[بحاجة لمصدر]

## المُلخص
ادعى كتاب البداية كانت النهاية أن الإنسان المعاصر تطور من نوع من القرود الآكلة للدماغ.  وفقًا لميرث أدى هذا النظام الغذائي إلى زيادة حجم دماغ القردة،والدافع الجنسي والعدوانية، لكنه قمع قدراتهم النفسية الفطرية المزعومة، مما تسبب في النهاية في الجنون.  لم يُقدم مايرث أي دليل على نظرياته، واعتمد إلى حد كبير على لقاءاته المزعومة مع أكلة لحوم البشر في جاوة وغينيا الجديدة  وتجاربه في تناول أدمغة القردة النيئة في أحد المطاعم في جنوب شرق آسيا. يُلمح إلى تنشيط قدراته النفسية الكامنة من خلال تغيير شكل جمجمته على طريقة قبائل الإنكا و/أو النقب، وزعمت نظرياته أنها مستمدة في الغالب من الإلهام الإلهي. تقول مقدمة كتاب ميرث إنه بعد رحلاته في آسيا وأمريكا الجنوبية وأستراليا استقر في إيطاليا حيث عاش مع زوجته وأطفاله الثلاثة على بحيرة كومو، حيث شارك في ترميم فيلا باسالاكوا.  في حين تم الوعد بمجلدات مستقبلية في سياق النص، لم يظهر أي منها على الإطلاق، باستثناء خطاب مولتراسيو، وهو كتيب نادر جدًا مكون من 8 صفحات. 

## النقد
لا يحتوي الكتاب على أي مراجع على الإطلاق، بل يعتمد على لقاءات مزعومة مع أكلة لحوم البشر في الوقت الحاضر،  بالإضافة إلى أكله لدماغ القردة نيئة  ونفاذ البصيرة المباشرة من التأمل العميق. اعتبر البعض أن العديد من الأجزاء عنصرية تمامًا، لا سيما اللوحات الفوتوغرافية التي تقارن الوجوه العرقية المختلفة ( العربية والأفريقية في المقام الأول) بالقردة.  ويقول إن السود لديهم أدمغة أصغر من أدمغة البيض  وأن قبائل أكلة لحوم البشر المعاصرة تسعى إلى معالجة هذا التناقض عن طريق استهلاك الأدمغة في محاولة محمومة للحاق بالركب، على الرغم من أنه يقدر أن الأمر سيستغرق ما يقرب من 100000 عام للقيام بذلك. 

## الثقافة الشعبية
يأتي إرث الكتاب إلى حد كبير من فرقة الموجة الجديدة ديفو، التي دمجت عدة عناصر من الكتاب في مفهومها لتراجع التطور واعتمدت عنوان الكتاب لفيلمها القصير، في البداية كانت النهاية: الحقيقة حول دي-تطور.  قال عازف الجيتار/ العازف/ المطرب جيرالد ف. كاسال عن الكتاب: "إنها قصة أفضل من الكتاب المقدس فيما يتعلق بديفو."  غلاف ألبوم 1989 الآن يمكن أن يقال مُقتبس من غلاف النسخة الورقية الأمريكية.

## الملاحظات
1. 1 2  Barton، Chris (13 يونيو 2003). "Wacky evolution and the survival of the unfittest theories". نيوزيلاند هيرالد. مؤرشف من الأصل في 2024-01-17. اطلع عليه بتاريخ 2010-03-28.
2. ↑  Maerth 1974، صفحة 7.
3. ↑  Game، Ann؛ Andrew W. Metcalfe (1996). Passionate sociology. SAGE. ص. 72. ISBN:978-0-8039-7461-6.
4. ↑  Wilson، Colin (1984). A criminal history of humanity, Volume 1984, Part 2. Granada. ص. 110. ISBN:978-0-246-11636-9.
5. ↑  "None". Barclayweb.com. مؤرشف من الأصل في 2023-12-31. اطلع عليه بتاريخ 2023-10-10.
6. ↑  Maerth, Oscar Kiss (1 Jan 1974). The speech of Moltrasio (بالإنجليزية). Omnia Mundi. ASIN:B0007C60FA.
7. ↑  Maerth 1974، صفحة 47.
8. ↑  Maerth 1974، صفحات 52–53 "And a milder and permitted form of cannibalism still exists today in Africa, South East Asia, South China, Taiwan and on some neighboring islands: the eating of fresh ape brain. In Asia this still occurs even in public restaurants. When the brain is eaten in this way the same procedures are followed as among cannibals who eat human brain. Here too the brain is only eaten when the moon is increasing [...] The ape may likewise not come near metal objects because the rays emitted by metals have a prejudicial influence on the nervous system and the brain. It is therefore kept in a wooden cage. Shortly before it is killed it is offered a sip of an alcoholic drink and a handful of nuts to chew to stimulate the brain. The skull is broken with a stone or wooden hammer [...] The brain is immediately scooped out with a china or bamboo spoon and eaten as it is. The brain is tough and rubbery and can hardly be chewed. It is devoid of flavour, yet on account of the blood rather sweet, not a delicacy by any standard; those eating it themselves take alcoholic drinks with it. Only men partake of such repasts of ape brain [...] According to my own experience, about twenty hours after such a repast there is a feeling of warmth in the brain, like a gentle pressure. After about twenty-eight hours the body is flooded by vitality, with increased sexual impulses. The milder forms of cannibalism described above are a residue of true cannibalism, as a consequence of which a normal ape turned into an intelligent freak: which today calls itself HOMO SAPIENS."
9. ↑  Maerth 1974، صفحات 168–169 (8-page photo supplement)
10. ↑  Maerth 1974، صفحة 180.
11. ↑  Maerth 1974، صفحة 68 "Man did not educate woman imperfectly: he gave her no brain to eat. To bring female intelligence up to the same level as that of man by education is just as impossible as to bring the intelligence of an aboriginal of New Guinea up to the level of a Chinese by education. If a race become cannibals one hundred thousand years later, then members of that race do not need education to raise their intelligence, but a hundred thousand years of cannibalism. If someone wanted to commit the error of giving woman man's intelligence, then woman would have to begin eating brain and continue doing so for several tens of thousands of years [...] As, however, intelligence gained by cannibalism entails for human beings the burden of delusions, there would be even greater chaos."
12. ↑  Cateforis، Theo (Winter 2004). "Performing the Avant-Garde Groove: Devo and the Whiteness of the New Wave". [[{{{1}}}|{{{1}}}]] [[:en:{{{1}}}|[الإنجليزية]]]. ج. 22 ع. 4: 564–588. DOI:10.2307/3592993. JSTOR:3592993.
13. ↑  "Interview with Gerald V. Casale of Devo". Acidlogic.com. مؤرشف من الأصل في 2016-03-03. اطلع عليه بتاريخ 2023-10-10.

## الروابط الخارجية
- "Devo Brainwasher #01 featuring chapter headings from The Beginning was the End". مؤرشف من الأصل في 2005-04-12. اطلع عليه بتاريخ 2007-03-25.
- The Mystery of the Apple, an Italian comic book illustrating Maerth's theories
- WE MUST REPEAT: CRITICAL EDITION OF DEVO'S "JOCKO HOMO"
- German TV interview with Oscar Kiss Maerth (English subtitles) (c.1971)